# Pont Vell de Vilamajor
El Pont Vell de Vilamajor és una obra de Sant Pere de Vilamajor (Vallès Oriental) protegida com a Bé Cultural d'Interès Local.

## Descripció
Durant el segle XX a patit dues ampliacions dràstiques que van modificar el seu aspecte. Primer s'anivellà la part superior per permetre el pas de vehicles i posteriorment es doblà la seva amplada amb una estructura de murs de contenció i bigues de formigó armat, per permetre el pas de dos carrils. També s'hi ha fet passar una conducció de gas natural que produeix un fort impacte visual.

## Història
La Força, el pont i les fargues.Del Conjunt de cases al volt de l'església al país se'n diu " la Força", nom que erròniament s'ha volgut donar al municipi de Sant Pere de Vilamajor. El Pont que hi dona accés,tingut també erròniament com a Romà, era una arcada medieval coberta i aixamplada en utilitzar-se per la nova carretera.